# 540 Rosamunde
540 Rosamunde eller 1904 ON är en asteroid i huvudbältet, som upptäcktes 3 augusti 1904 av den tyske astronomen Max Wolf i Heidelberg. Den är uppkallad efter karaktären Rosamunda i skådespelet Rosamunda av Helmina von Chézy.
Asteroiden har en diameter på ungefär 19 kilometer och tillhör asteroidgruppen Flora.